# Gabriel Di Meglio
Gabriel Di Meglio (n. Buenos Aires, 6 de marzo de 1973) es un historiador argentino. Ha publicado varios libros y artículos sobre la historia política y social de Argentina en el siglo XIX, particularmente sobre la actividad política de las clases populares en la ciudad de Buenos Aires. Es investigador dependiente del Consejo Nacional de Investigaciones Científicas y Técnicas (CONICET) y docente en la Universidad de Buenos Aires desde el año 2000. Desde 2014 es además profesor en la Universidad Nacional de San Martín. Entre el 2014 y el 2018 dirigió el Museo Histórico Nacional del Cabildo de Buenos Aires y de la Revolución de Mayo. En abril de 2020 fue nombrado Director del Museo Histórico Nacional (Argentina), hasta junio de 2025, cuando fue despedido por orden del presidente Javier Milei.
Además de su trayectoria como historiador académico, Di Meglio cuenta con una larga carrera en divulgación histórica. Participó como contenidista, conductor y guionista en numerosos programas de televisión de Canal Encuentro, dependiente del Ministerio de Educación argentino, y fue uno de los creadores del dibujo animado La asombrosa excursión de Zamba. También estuvo entre los fundadores de Eternautas, empresa dedicada al turismo histórico.

## Trayectoria
Realizó sus estudios en la Facultad de Filosofía y Letras de la Universidad de Buenos Aires, donde recibió los títulos de Profesor de Enseñanza Media y Superior en Historia (1998), Licenciado en Historia (2000) y Doctor en Historia (2004). Fue becario en la UBA y en CONICET.
Desde el año 2000 enseña en la Universidad de Buenos Aires, donde actualmente ejerce como Jefe de Trabajos Prácticos de la materia Historia Argentina I (1776-1862). Ha dictado cursos y seminarios de grado y posgrado en esta universidad, fundamentalmente sobre historia argentina del siglo XIX, historia de las revoluciones atlánticas y divulgación histórica. Además, ha dictado seminarios de posgrado en la Universidad Nacional de Quilmes, en la Universidad Nacional de Luján, en la Universidad del Centro de la Provincia de Buenos Aires y en la Universidad de la República (Uruguay). Desde 2014, es profesor adjunto regular de la materia Historia Rioplatense (1680-1880) en la Escuela de Humanidades de la Universidad Nacional de San Martín. 
Además, desde 2006 es investigador en el CONICET, con sede en el Instituto de Historia Argentina y Americana “Dr. Emilio Ravignani”. Ha participado en proyectos internacionales de investigación, como Iberconceptos y como “War and Nation: Identity and the Process of State-building in South America”, financiado por el Leverhulme Trust. En 2002 tuvo una beca SEPHIS para participar en un taller de historia social en Dakar, Senegal, y en 2008 fue parte del seminario de historia atlántica de la Universidad de Harvard, Estados Unidos. En 2011 realizó una estadía de investigación en la Universidad de California en Berkeley, a través de una Beca Fulbright. Actualmente dirige un Proyecto de Investigación Científica y Tecnológica titulado “Guerras, actores sociales, autoridades locales y liderazgos en el litoral rioplatense, 1768-1828.”, financiado por la Agencia Nacional de Promoción Científica y Tecnológica de Argentina. 
Ha participado como conferencista y como expositor en numerosos eventos académicos en universidades de distintos países, como la Universidad de Yale,  la Universidad John Carter Brown, la Universidad de Indiana, la Pontificia Universidad Católica del Perú, la Universidad Nacional Autónoma de México, la Universidad de São Paulo, la Universidad Federal de Rio Grande do Sul, la Universidad de París I, el ITH (Austria), la Universidad Nacional de Colombia en Medellín y en Bogotá, la Universidad Alberto Hurtado y la Universidad Adolfo Ibáñez de Santiago de Chile, la Universidad de la República, la Universidad Pablo de Olavide, la Universidad Brigham Young, el College de William & Mary, la Universidad Emory, la Universidad de Georgia Tech. 

## Investigación
El primer libro de Di Meglio, ¡Viva el bajo pueblo! La plebe urbana de Buenos Aires y la política entre la Revolución de Mayo y el rosismo, basado en su tesis de doctorado, explora las formas de participación política de las clases populares de la ciudad de Buenos Aires en las décadas de 1810 y 1820. El libro sostiene que los plebeyos tuvieron un papel decisivo en la política de las décadas revolucionarias. A través de sus intervenciones en disputas facciosas entre líderes políticos, en motines en las milicias y el ejército, en las fiestas y manifestaciones públicas, y en la vida política de las calles y mercados de la ciudad, según Di Meglio, varones y mujeres de la plebe dejaron su marca en la política de la época, que no puede entenderse sin su acción. El libro se convirtió en una referencia para la historia popular de la época y cuenta con cuatro ediciones. En la de 2016 el autor agregó un epílogo revisando algunos aspectos del texto.
Su libro posterior, ¡Mueran los salvajes unitarios! La Mazorca y la política en tiempos de Rosas, explora actuación política de la Mazorca y de la Sociedad Popular Restauradora durante los gobiernos de Juan Manuel de Rosas. Di Meglio describe el complejo funcionamiento de estas organizaciones y el papel fundamental que tuvieron en ellas la esposa del gobernador Encarnación Ezcurra y otros líderes provenientes de la policía y el ejército.
Su tercer libro, Historia de las clases populares en la Argentina desde 1516 hasta 1880, reconstruye casi cuatro siglos de historia de las clases populares en el territorio que hoy conforma la Argentina. Como síntesis de trabajos previos de una amplia variedad de historiadores, el libro es considerado un valioso material de consulta para un público amplio. Un segundo tomo, que abarca el período que va desde 1880 hasta 2003, fue elaborado por el historiador Ezequiel Adamovsky. 
Además, Di Meglio ha publicado una completa biografía del principal líder popular del período posterior a la independencia en la ciudad de Buenos Aires, Manuel Dorrego, y un libro sobre el año 1816 en ocasión del bicentenario de la independencia en Argentina. Junto con Raúl Fradkin, ha editado el libro Hacer política. La participación popular en el siglo XIX rioplatense. Junto con Sergio Serulnikov, editó un libro sobre la historia de los saqueos en Argentina en sus dos siglos de historia.
Además Di Meglio ha publicado numerosos artículos en revistas científicas de historia y capítulos de libros en distintos países.
Entre 2005 y 2011 integró el colectivo que publicaba Nuevo Topo. Revista de historia y pensamiento crítico. Entre 2011 y 2014 fue vocal de la comisión directiva de la Asociación Argentina de Investigadores en Historia. En 2014 y 2015 integró la comisión de doctorado de la Facultad de Filosofía y Letras de la UBA.

## Divulgación histórica
Di Meglio ha transitado por distintos formatos de divulgación histórica (audiovisuales, libros, recorridos urbanos, museos). En 1999 estuvo entre los fundadores de la empresa Eternautas. Viajes históricos, donde organizó, diseñó y guio recorridos históricos por Buenos Aires. En 2008 esos recorridos se publicaron en un libro titulado Buenos Aires tiene historia. En 2004 realizó un diario de historia para niños para el Gobierno de la Ciudad de Buenos Aires y el diario Clarín, junto con Diana González y Natalia Aruguete.
En 2006 comenzó a trabajar como asesor histórico, contenidista, conductor y guionista de distintas producciones para Canal Encuentro, perteneciente al Ministerio de Educación argentino. Realizó varios ciclos, entre ellos Historia de un país. Argentina siglo XX (dedicado a la historia del país en el siglo XX), Bio.ar (biografías argentinas a través de investigaciones ficcionalizadas), XIX. Los proyectos de nación (sobre los distintos proyectos de organizar el Estado argentino en el siglo XIX), Años decisivos (que analiza distintos procesos simultáneos en algunos años claves para la historia americana y argentina) y Bajo pueblo e Historia de las clases populares en Argentina (ambos acerca de la historia de las clases populares argentinas). Además, presentó varios ciclos de cine histórico, como La historia en el cine (películas internacionales con temática histórica) y sus subciclos Cine y Malvinas (a 30 años de la guerra), Cine y democracia (a 30 años del 83), Ficciones de guerra (a 100 años de 1914) y 1945: el mundo después (sobre el fin de la Segunda Guerra Mundial). 
En 2009 participó en la creación y en los guiones de La asombrosa excursión de Zamba, un dibujo animado que tuvo como objetivo atraer a los niños a la historia, primero en Canal Encuentro y luego en Paka Paka (Di Meglio estuvo en el proyecto hasta 2012). La serie consiguió un impacto masivo y fue objeto de controversias en la prensa argentina. Además, fue columnista de historia en Científicos industria argentina, el programa de Adrián Paenza en la TV Pública. 
También escribió un libro breve sobre la Revolución de Mayo para niños y otro sobre la independencia argentina junto con Paula Parolo. Durante 2014 escribió columnas quincenales de historia para la agencia Télam, con ilustraciones de Nicolás Arispe, que posteriormente fueron recopiladas en un libro por la Universidad Nacional de Villa María.
Di Meglio también ha participado como asesor y director de museos históricos. En 2010 y en 2012 hizo asesorías históricas para el Museo Histórico Nacional, en ese entonces dirigido por José Pérez Gollán. Desde 2014 dirige el Museo Histórico Nacional del Cabildo de Buenos Aires y de la Revolución de Mayo, donde coordinó entre otras cosas la renovación del guion de la muestra permanente y la realización de varias muestras temporarias.

## Trabajos publicados

### Libros
- ¡Viva el bajo pueblo! La plebe urbana de Buenos Aires y la política entre la Revolución de Mayo y el rosismo, Buenos Aires, Prometeo libros, 2006, 364 págs. (ISBN 987-574-103-5)
- ¡Mueran los salvajes unitarios! La Mazorca y la política en tiempos de Rosas, Buenos Aires, Editorial Sudamericana, 2007, 216 págs. (ISBN 950-07-2875-1)
- Historia de las clases populares en la Argentina desde 1516 hasta 1880, Buenos Aires, Editorial Sudamericana, 2012, 471 págs. (ISBN 978-950-07-3793-7)
- Hacer política. La participación popular en el siglo XIX rioplatense, Buenos Aires, Prometeo Libros, 2013, 459 págs. (ISBN 978-987-574-613-8) (Compilador junto con Raúl Fradkin)
- Manuel Dorrego. Vida y muerte de un líder popular, Buenos Aires, Edhasa, 2014, 424 págs. (ISBN 978-987-628-297-0)
- 1816. La trama de la independencia, Buenos Aires, Planeta, 2016, 302 págs. (ISBN 978-950— 495-246-6)
- La larga historia de los saqueos en la argentina. De la independencia a nuestros días, siglo XXI, 2017, 320 págs. (ISBN 978-987-629-761-5) (Compilador junto con Sergio Serulnikov)

### Artículos y capítulos de libros seleccionados
- “El saqueo y la muerte. El día después de la batalla de Caseros en Buenos Aires”, en Gabriel Di Meglio y Sergio Serulnikov (comps.), La larga historia de los saqueos en la argentina. De la independencia a nuestros días, siglo XXI, 2017, pp. 43-62.
- “Un brindis por ‘el gran Washington’. Miradas sobre los Estados Unidos en el Río de la Plata, 1810-1835, Co-herencia, vol. 13, núm. 25, Universidad EAFIT, Medellín, 2016, pp. 61-88.
- “Guerra de ladrones. Argentina contra Brasil, 1825-1828”, en Federico Lorenz (comp.), Guerras de la historia argentina, Buenos Aires, Ariel, 2015, pp. 159-188.
- “Patria”, en Javier Fernández Sebastián (dir.), Diccionario político y social del mundo iberoamericano. Conceptos políticos fundamentales 1770-1870 [Iberconceptos II], tomo 8 (Patria), editado por Georges Lomné, Madrid, Universidad del País Vasco/Centro de Estudios Políticos y Constitucionales, 2014, pp. 37-50. (ISBN 978-84-259-1606-9)
- “La participación popular en las revoluciones hispanoamericanas, 1808-1816. Un ensayo sobre sus rasgos y causas”, en Almanack, revista eletronica semestral, Universidade Federal de Sao Paulo, Guarulhos, n. 5, 2013, pp. 97-162.
- “La participación política popular en la provincia de Buenos Aires, 1820-1890. Un ensayo”, en Raúl Fradkin y Gabriel Di Meglio (comps.), Hacer política. La participación popular en el siglo XIX rioplatense, Buenos Aires, Prometeo Libros, 2013, pp. 273-303 (ISBN 978-987-574- 613-8).
- “La participación popular en la revolución de independencia en el actual territorio argentino, 1810-1821”, Anuario de Estudios Americanos, 68, 2, Sevilla (España), 2011, pp. 429-454 (ISSN: 0210-5810).
- “Wolf, el lobo. Observaciones y propuestas sobre la relación entre producción académica y divulgación histórica”, en Nuevo Topo. Revista de Historia y Pensamiento Crítico, n° 8, Buenos Aires, Prometeo, septiembre/octubre 2011, pp. 107-120 (ISSN 1669-8487).
- “Chaquetas y ponchos frente a levitas. La participación política del bajo pueblo de la ciudad de Buenos Aires a partir de la Revolución de 1810”, Histórica, XXXIV.1, Lima, 2011, pp. 65-104 (ISSN 0252-8894).
- “Un ciclo de participación política popular en la ciudad de Buenos Aires, 1806-1842”, Anuario IEHS, nº 24, 2010, pp. 253-277. (ISSN 0326-9671)
- “La participación política popular en la ciudad de Buenos Aires durante el siglo XIX. Algunas claves”, Nuevo Mundo Mundos Nuevos, Debates, 2010, [En línea] http://nuevomundo.revues.org/index58936.html.
- “La Mazorca y el orden rosista”, Prohistoria, Rosario, nº 12, 2009, pp. 69-90. (ISSN 1514-0032)
- “Patria”, “República” y (en coautoría con Noemí Goldman) “Pueblo/Pueblos”, en N. Goldman (ed.), Lenguaje y revolución. Conceptos políticos clave en el Río de la Plata, 1780-1850, Buenos Aires, Prometeo Libros, 2008, pp. 115-130, 131-143, 145-158. (ISBN 978-987-574- 255-0)
- "Las palabras de Manul. La plebe porteña y la política en los años revolucionarios”, en Raúl Fradkin (editor), ¿Y el pueblo dónde está? Contribuciones para una historia popular de la revolución de independencia en el Río de la Plata, Buenos Aires, Prometeo Libros, 2008, pp. 67-105 (ISBN 978-987-574-248-2)
- “La guerra de independencia en la historiografía argentina”, en Manuel Chust y José Antonio Serrano (eds.), Debates sobre las independencias iberoamericanas, Madrid, AHILAIberoamericana-Vervuert, 2007, pp. 27-45. (ISBN 978-84-8489-317-2)
- “Ladrones. Una aproximación a los robos en la ciudad de Buenos Aires, 1810-1830”, Andes. Antropología e Historia, nº 17, Salta, 2006, pp. 15-49. (ISSN 0327-1676)